# Arubaanse Division Honor
Arubaanse Division Honor är den högstaligan i fotboll på Aruba, ligan grundades 1960, mellan 1960 och 1985 kvalificerade sig de två bästa lagen varje säsong för Kopa Antiano, för att kora en Nederländska Antillerna-mästare, endast två klubbar lyckades med detta, Racing Club Aruba och Estrella

## Mästare
- 1960 — Racing Club Aruba
- 1961 — Dakota
- 1962 — Dakota
- 1963 — Dakota
- 1964 — Racing Club Aruba
- 1965 — Dakota
- 1966 — Dakota
- 1967 — Racing Club Aruba
- 1968 — Estrella
- 1969 — Dakota
- 1970 — Dakota
- 1971 — Dakota
- 1972 — Ej spelad
- 1973 — Estrella
- 1974 — Dakota
- 1975 — Bubali
- 1976 — Dakota
- 1977 — Estrella
- 1978 — Racing Club Aruba
- 1979 — Racing Club Aruba
- 1980 — Dakota
- 1981 — Dakota
- 1982 — Dakota
- 1983 — Dakota
- 1984 — San Luis Deportivo
- 1985 — Estrella
- 1986 — Racing Club Aruba
- 1987 — Racing Club Aruba
- 1988 — Estrella
- 1989 — Estrella
- 1990 — Estrella
- 1991 — Racing Club Aruba
- 1992 — Estrella
- 1993 — River Plate
- 1994 — Racing Club Aruba
- 1995 — Dakota
- 1996 — Estrella
- 1997 — River Plate
- 1998 — Estrella
- 1999 — Estrella
- 2000 — Deportivo Nacional
- 2001 — Deportivo Nacional
- 2002 — Racing Club Aruba
- 2003/04 — Deportivo Nacional
- 2004/05 — Britannia
- 2005/06 — Estrella
- 2006/07 — Deportivo Nacional
- 2007/08 — Racing Club Aruba
- 2008/09 — Britannia
- 2009/10 — Britannia
- 2010/11 — Racing Club Aruba
- 2011/12 — Racing Club Aruba
- 2012/13 — La Fama
- 2013/14 — Britannia
- 2014/15 — Racing Club Aruba
- 2015/16 — Racing Club Aruba
- 2016/17 — Deportivo Nacional
- 2017/18 — Dakota
- 2018/19 — Racing Club Aruba
- 2019/20 —
- 2023/24 – SV Britannia